# Let's Make Up and Be Friendly
Let's Make Up and Be Friendly är det femte studioalbumet till den brittiska musikgruppen Bonzo Dog Band. Gruppen var redan upplöst när United Artists Records (som hade tagit över Bonzos skivbolag Liberty Records) informerade om att Bonzo Dog Band var skyldig att spela in ett album till för att uppfylla gällande kontrakter. Let's Make Up and Be Friendly blev resultatet. Albumet lanserades mars 1972. Skivbolaget One Way Records utgav albumet i USA 1994 med två extra spår. 2007 återutgavs albumet med sex bonusspår, av skivbolaget EMI.

## Låtlista
Sida 1
1. "The Strain" (Vivian Stanshall) – 3:20
2. "Turkeys" (Neil Innes) – 2:11
3. "King Of Scurf" (Innes) – 4:56
4. "Waiting For The Wardrobe" (Roger Ruskin Spear) – 2:50
5. "Straight From My Heart" (Innes, Stanshall) – 3:05
6. "Rusty (Champion Thrust)" (Tony Kaye, Legs Larry Smith) – 8:07

Sida 2
1. "Rawlinson End" (Innes, Stanshall) – 9:31
2. "Don't Get Me Wrong" (Stanshall, Innes) – 4:51
3. "Fresh Wound" (Innes) – 4:25
4. "Bad Blood" (Stanshall) – 5:10
5. "Slush" (Innes) – 2:20

Bonusspår på 1994-utgåvan
1. "Suspicion" (Mort Shuman, Doc Pomus) – 3:27
2. "Trouser Freak" (Roger Ruskin Spear) – 2:50

Bonusspår på 2007-utgåvan
1. "Sofa Head" (Stanshall) – 5:51
2. Topo D Bil: "Jam" (Tom E. Cross) – 3:12
3. Roger "Ruskin" Spear: "I Love To Bumpity Bump" (Spear) – 2:36
4. Neil Innes: "Lie Down & Be Counted" (Innes) – 3:10
5. "Bride Stripped Bare By 'Bachelors'" (tidig version)	(Innes, Stanshall) – 6:47
6. "No Matter Who You Vote For The Government Always Gets In" (demo) (Innes, Stanshall) – 4:09

## Medverkande
- Neil Innes – sång, gitarr, keyboard, orgel, piano, basgitarr
- Vivian Stanshall – sång, ukulele, trumpet
- "Legs" Larry Smith – trummor, sång
- Roger "Ruskin" Spear – vibrafon, saxofon, sång
- Dennis Cowan – basgitarr, slidegitarr
- David Richards – basgitarr, sång
- Hughie Flint – trummor, percussion
- Bubs White – elgitarr, akustisk gitarr
- Andy Roberts – fiol, mandolin, rytmgitarr, akustisk gitarr, sång
- Tony Kaye – piano, orgel
- Dick Parry – saxofon, flöjt, fiol